# 四元桥
39°58′21″N 116°28′11″E / 39.9724769°N 116.4696237°E

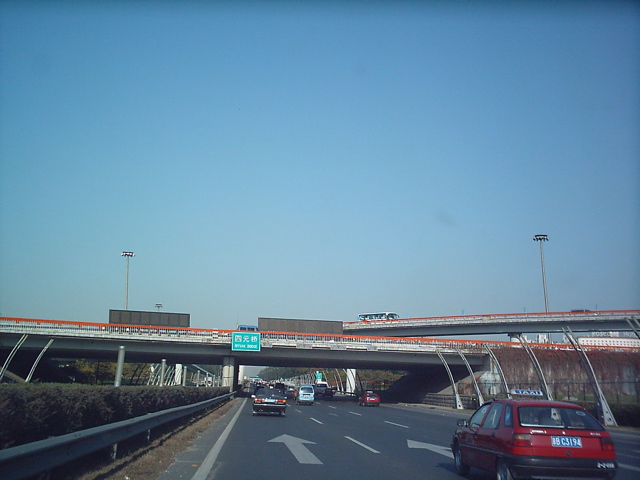
四元桥

四元桥是中国北京市朝阳区的一座大型立交桥，地处北京东北部。它连接四环路和101国道（京顺路）、北京机场高速公路，是重要的枢纽型立交桥。四元桥获得了1995年度鲁班奖。